# 1689
Il 1689 (MDCLXXXIX in numeri romani) è un anno  del XVII secolo.

## Eventi
- 21 aprile – Brașov: un grosso incendio devasta la città, distruggendola completamente. La sua ricostruzione durerà più di un secolo.
- 24 maggio – Guglielmo III d'Orange firma il Toleration act.
- 21 giugno – Praga: un incendio devasta la Città Ebraica della capitale boema.
- 27 agosto – Viene firmato il Trattato di Nerčinsk tra Russia e Cina per la definizione dei confini.
- 29 agosto – Venezia: un incendio distrugge l'isola di Sant'Angelo della Polvere.
- Eruzione esplosiva del Vesuvio.
- Guglielmo III d'Orange firma la Bill of Rights.
- 10 settembre – Assedio di Magonza: La città di Magonza e la sua fortezza, precedentemente occupate dall'esercito francese, vengono conquistate dai soldati imperiali.
- 6 ottobre – Viene eletto papa Alessandro VIII.

### In corso
- Guerra della Grande Alleanza (1688-1697)
- Guerra austro-turca (1683-1699)

## Nati

### Gennaio
- 1º gennaio - José de Antequera y Castro, politico e rivoluzionario spagnolo († 1735)
- 2 gennaio - Stefano Blascovich, vescovo cattolico dalmata († 1776)
- 14 gennaio - Dorotea Sofia d'Assia-Darmstadt, nobile († 1723)
- 15 gennaio - Giovanni Gaetano Bottari, filologo, lessicografo e archeologo italiano († 1775)
- 16 gennaio - Edmond Jean François Barbier, giurista e scrittore francese († 1771)
- 18 gennaio - Montesquieu, filosofo, giurista e storico francese († 1755)
- 22 gennaio - Philibert Orry, politico francese († 1747)
- 24 gennaio - Gaspare Diziani, pittore italiano († 1767)

### Febbraio
- 2 febbraio - Niccolò Bianchini, vescovo cattolico italiano († 1750)
- 3 febbraio - Blas de Lezo, ammiraglio spagnolo († 1741)
- 4 febbraio - Johann Christian Feige, scultore e intagliatore tedesco († 1751)
- 23 febbraio - Samuel Bellamy, pirata britannico († 1717)
- 23 febbraio - Leonardo Antonio Olivieri, pittore italiano († 1752)
- 24 febbraio - Pietro Paolo Conti, cardinale italiano († 1770)
- 27 febbraio - Louis III de Mailly-Nesle, militare e nobile francese († 1767)

### Marzo
- 13 marzo - Mattias Alexander von Ungern-Sternberg, generale e politico svedese († 1763)
- 14 marzo - Alessandro Del Nero, scrittore e drammaturgo italiano († 1754)
- 26 marzo - Maria Maddalena d'Asburgo, nobildonna († 1743)

### Aprile
- 18 aprile - Maria Anna di Borbone-Conti, nobile († 1720)
- 24 aprile - Giovanni Antonio Faldoni, incisore e pittore italiano
- 30 aprile - Jean-Jacques Amelot de Chaillou, politico francese († 1749)

### Maggio
- 15 maggio - Mary Wortley Montagu, scrittrice e poetessa inglese († 1762)
- 24 maggio - Daniel Finch, VIII conte di Winchilsea, politico inglese († 1769)
- 27 maggio - Andreas Jakob von Dietrichstein, arcivescovo cattolico austriaco († 1753)
- 28 maggio - Massimiliano d'Assia-Kassel, generale († 1753)

### Luglio
- 6 luglio - Johann Friedrich Karl von Ostein, arcivescovo cattolico tedesco († 1763)
- 9 luglio - Alexis Piron, poeta e drammaturgo francese († 1773)
- 15 luglio - Mary Churchill, nobile britannica († 1751)
- 17 luglio - Cristiano d'Assia-Wanfried-Rheinfels, nobile tedesco († 1755)
- 22 luglio - Szymon Czechowicz, pittore polacco († 1775)
- 24 luglio - Guglielmo, duca di Gloucester, nobile britannico († 1700)
- 25 luglio - Lilia Maria del Santissimo Crocifisso, religiosa e insegnante italiana († 1773)

### Agosto
- 7 agosto - Henrik Benzelius, arcivescovo luterano e teologo svedese († 1758)
- 19 agosto - Samuel Richardson, scrittore inglese († 1761)
- 30 agosto - Michele Palma, arcivescovo cattolico italiano († 1755)

### Settembre
- 1º settembre - Kilian Ignaz Dientzenhofer, architetto tedesco († 1751)
- 1º settembre - Carlo Maria Sacripante, cardinale e vescovo cattolico italiano († 1758)
- 18 settembre - Gabriele Malagrida, gesuita e missionario italiano († 1761)
- 20 settembre - Santolo Cirillo, pittore italiano († 1755)
- 21 settembre - Jan Branicki, nobile e politico polacco († 1771)
- 23 settembre - Antonio Denzio, tenore, impresario teatrale e librettista italiano
- 24 settembre - Johann Adam Steinmetz, teologo tedesco († 1762)
- 26 settembre - Joseph-Nicolas Gautier, militare, patriota e mercante francese († 1752)
- 27 settembre - Edward Stanley, XI conte di Derby, nobile e politico inglese († 1776)
- 30 settembre - Jacques Aubert, compositore e violinista francese († 1753)

### Ottobre
- 10 ottobre - Francesco Maria Pratilli, prete, archeologo e antiquario italiano († 1763)
- 22 ottobre - Giovanni V del Portogallo, sovrano portoghese († 1750)
- 28 ottobre - Simone Martinez, scultore italiano († 1768)

### Novembre
- 2 novembre - Charles-François Panard, poeta e drammaturgo francese († 1765)
- 8 novembre - Enrico XXXV di Schwarzburg-Sondershausen, nobile († 1758)
- 21 novembre - Giacomo I di Monaco, principe († 1751)
- 26 novembre - Carl Otto Rechenberg, giurista, poeta e storico tedesco († 1751)
- 28 novembre - Gian Giuseppe Liruti, storico e bibliografo italiano († 1780)
- 30 novembre - Joseph Wamps, pittore francese († 1744)

### Dicembre
- 4 dicembre - Giovanni Francesco Maria Marchi, compositore italiano († 1740)
- 8 dicembre - Francesco II Giuseppe di Lorena, nobile e abate tedesco († 1715)
- 23 dicembre - Joseph Bodin de Boismortier, compositore francese († 1755)

### Senza giorno specificato
- William Adam, architetto scozzese († 1748)
- Francesco Maria Bianchi, pittore italiano († 1757)
- Andrea Bolzoni, incisore italiano († 1760)
- Gaetano Chiaveri, architetto italiano († 1770)
- Elizabeth Colyear, nobildonna inglese († 1768)
- Mathieu Criaerd, ebanista francese († 1776)
- Baldassarre De Caro, pittore italiano († 1750)
- Domenico Duprà, pittore († 1770)
- Hieronymus Albrecht Hass, cembalaro tedesco († 1752)
- Hekimoğlu Ali Pascià, politico e militare ottomano († 1758)
- Hagop Bedros II Hovsepian, patriarca cattolico siriano († 1753)
- Henrietta Hobart, nobile britannica († 1767)
- Miyagawa Isshō, pittore giapponese († 1779)
- Gilles Joubert, ebanista francese († 1775)
- Santino Lavazza, liutaio italiano († 1726)
- Olivier Levasseur, pirata francese († 1730)
- Charles Levens, compositore francese († 1764)
- Massimo II Hakim, vescovo cattolico e patriarca cattolico siriano († 1761)
- Marianna Pignatelli, contessa di Althann, nobildonna spagnola († 1755)
- Giovanni Francesco Pivati, scrittore italiano († 1764)
- José Alfonso Pizarro, ufficiale spagnolo († 1762)
- Elizabeth Porter,  britannica († 1752)
- Francesco Maria Schiaffino, scultore italiano († 1765)
- Robert Smith, matematico britannico († 1768)
- Joseph Séguy, presbitero, abate e poeta francese († 1761)
- Gaetano Tacconi, medico e anatomista italiano († 1782)
- Francesco Saverio Valguarnera, nobile, militare e politico italiano († 1739)
- Francesco Vellani, pittore italiano († 1768)
- Agostino Veracini, pittore e restauratore italiano († 1762)
- Gaetano Volpi, religioso, editore e scrittore italiano († 1761)
- Marco de Luchi, arcivescovo cattolico dalmata († 1749)

## Morti

### Gennaio
- 7 gennaio - Nicola María de Guzmán Carafa, nobile italiano (n. 1638)
- 18 gennaio - Ernest Gunther di Schleswig-Holstein-Sonderburg-Augustenburg, nobile danese (n. 1609)
- 27 gennaio - Thomas Colepeper, II barone Colepeper, politico inglese (n. 1635)

### Febbraio
- 4 febbraio - Francesco Alberti Poja, vescovo cattolico italiano (n. 1610)
- 5 febbraio - Gerasimo II di Costantinopoli, arcivescovo ortodosso greco
- 12 febbraio - Maria Luisa di Borbone-Orléans, principessa francese (n. 1662)
- 13 febbraio - Carlo Pio di Savoia iuniore, cardinale e vescovo cattolico italiano (n. 1622)
- 16 febbraio - Georg Paulus Imhoff, banchiere, mercante e politico tedesco (n. 1603)
- 18 febbraio - Alessandro Farnese, generale spagnolo (n. 1635)
- 21 febbraio - Isaac Vossius, bibliotecario e saggista olandese (n. 1618)
- 25 febbraio - Khushal Khan Khattak, poeta e scrittore afghano (n. 1613)
- 27 febbraio - Antonio Pedro Sancho Dávila y Osorio, nobile spagnolo (n. 1615)

### Marzo
- 10 marzo - Filippo Luigi di Schleswig-Holstein-Sonderburg-Wiesenburg, nobile tedesco (n. 1620)
- 16 marzo - Sebastian Johann von Pötting, vescovo cattolico tedesco (n. 1628)
- 29 marzo - Théophile Bonet, medico, anatomista e patologo svizzero (n. 1620)

### Aprile
- 6 aprile - Gilles-François de Gottignies, matematico, astronomo e gesuita belga (n. 1630)
- 8 aprile - Diana Grey, nobildonna inglese (n. 1625)
- 14 aprile - Maria Anna Giuseppina d'Asburgo, nobile (n. 1654)
- 15 aprile - Lorenzo Onofrio Colonna, VIII principe di Paliano, nobile italiano (n. 1637)
- 16 aprile - Aphra Behn, scrittrice, poetessa e drammaturga britannica (n. 1640)
- 18 aprile - George Jeffreys, magistrato inglese (n. 1645)
- 19 aprile - Cristina di Svezia, regina (n. 1626)
- 21 aprile - Martin de Esparza Artieda, teologo e gesuita spagnolo (n. 1606)

### Maggio
- 16 maggio - Christiane Gyldenløve, principessa danese (n. 1672)
- 24 maggio - Marcello Filonardi, vescovo cattolico italiano (n. 1608)
- 25 maggio - Charles Errard, pittore, architetto e incisore francese (n. 1606)

### Giugno
- 4 giugno - René Gaultier de Varennes, militare francese (n. 1635)
- 7 giugno - Catherine Bellier, nobildonna francese (n. 1614)
- 7 giugno - Alphonse de Berghes, arcivescovo cattolico belga (n. 1624)
- 8 giugno - Decio Azzolino il Giovane, cardinale italiano (n. 1623)
- 10 giugno - Christophe Veyrier, scultore francese (n. 1637)
- 21 giugno - Thomas Blanchet, pittore e incisore francese (n. 1614)

### Luglio
- 2 luglio - Edward Villiers, nobile e ufficiale inglese (n. 1620)
- 7 luglio - Luisa Cristina di Savoia-Carignano, principessa (n. 1627)
- 27 luglio - John Graham, I visconte Dundee, militare, politico e nobile scozzese (n. 1648)

### Agosto
- 6 agosto - Sofia Dorotea di Schleswig-Holstein-Sonderburg-Glücksburg, nobile tedesca (n. 1636)
- 9 agosto - Dionisio Lazzari, architetto e scultore italiano (n. 1617)
- 12 agosto - Papa Innocenzo XI, papa, vescovo cattolico e cardinale italiano (n. 1611)
- 13 agosto - Massimiliano di Hohenzollern-Sigmaringen, principe (n. 1636)
- 21 agosto - William Cleland, poeta e militare scozzese (n. 1661)
- 28 agosto - Claude-Jean Allouez, missionario, religioso e esploratore francese (n. 1622)

### Settembre
- 13 settembre - Ciro Ferri, pittore italiano (n. 1634)
- 17 settembre - Maximilian Lorenz von Starhemberg, generale austriaco (n. 1640)
- 18 settembre - Richard Head, I baronetto, politico inglese (n. 1609)
- 24 settembre - Thomas Sydenham, medico inglese (n. 1624)
- 26 settembre - Augusto di Schleswig-Holstein-Sonderburg-Beck, nobiluomo tedesco (n. 1652)
- 27 settembre - Angelo Maria Ranuzzi, cardinale e arcivescovo cattolico italiano (n. 1626)
- 30 settembre - Giulio Francesco di Sassonia-Lauenburg, duca (n. 1641)

### Ottobre
- 4 ottobre - Quirinus Kuhlmann, poeta e mistico tedesco (n. 1651)
- 14 ottobre - Adolfo Giovanni I del Palatinato-Zweibrücken-Kleeburg, militare svedese (n. 1629)
- 15 ottobre - Giuseppe Maria Sebastiani, vescovo cattolico italiano (n. 1623)
- 19 ottobre - Benjamin von Block, pittore tedesco (n. 1631)
- 23 ottobre - Charles Démia, presbitero francese (n. 1637)

### Novembre
- 3 novembre - Fëdor Evtichievič Zubov, pittore, incisore e miniaturista russo (n. 1615)
- 8 novembre - Ignazio Moncada, nobile e politico italiano (n. 1619)
- 9 novembre - Lord Thomas Howard, nobile inglese (n. 1657)
- 9 novembre - Enea Silvio Piccolomini, nobile e generale italiano
- 13 novembre - Matteo Borbone, pittore italiano (n. 1610)
- 19 novembre - Elizabeth Cecil, nobildonna inglese (n. 1619)
- 24 novembre - Michele Beggiamo, arcivescovo cattolico italiano (n. 1611)

### Dicembre
- 4 dicembre - Saliha Dilaşub Sultan,  serba
- 6 dicembre - Pjetër Bogdani, arcivescovo cattolico e scrittore albanese (n. 1630)
- 13 dicembre - Giacomo Cotta, pittore, incisore e presbitero italiano (n. 1627)
- 18 dicembre - Gianfrancesco Maria de' Medici,  italiano (n. 1619)
- 29 dicembre - Olfert Dapper, scrittore e medico olandese (n. 1639)

### Senza giorno specificato
- Salvatore Avvisati, religioso, oratore e predicatore italiano (n. 1608)
- Giovanni Battista Azzola, pittore italiano (n. 1614)
- Alexis Bidal d'Asfeld, ufficiale francese (n. 1654)
- Pedro Atanasio Bocanegra, pittore spagnolo (n. 1638)
- François Bonnemer, pittore, disegnatore e incisore francese (n. 1638)
- Carpoš, patriota bulgaro
- Agnese Dolci, pittrice italiana (n. 1659)
- Louis Ferdinand Elle il vecchio, pittore francese (n. 1612)
- Juan Henríquez de Villalobos, generale spagnolo (n. 1630)
- Anders Kempe, medico e filosofo svedese (n. 1622)
- William Knight, pirata inglese
- Giacomo Lusverg, ottico e scienziato italiano
- Muhammad Baqir Majlisi, teologo e giurista persiano (n. 1616)
- Federigo Manni, ingegnere italiano
- Conrad Meyer, pittore e incisore svizzero (n. 1618)
- Edward Noel, I conte di Gainsborough, nobile e politico inglese (n. 1641)
- Antonio Oliva, teologo e scienziato italiano (n. 1624)
- Cristoforo Serra, pittore italiano (n. 1600)
- Nicholas Spencer, mercante e politico inglese (n. 1633)
- Jean-Baptiste Tavernier, viaggiatore e mercante francese (n. 1605)
- Jacob Ferdinand Voet, pittore fiammingo (n. 1639)
- Michaelina Wautier, pittrice fiamminga (n. 1617)

## Calendario
| Calendario 1689 | Calendario 1689 | Calendario 1689 | Calendario 1689 | Calendario 1689 | Calendario 1689 | Calendario 1689 | Calendario 1689 | Calendario 1689 | Calendario 1689 | Calendario 1689 | Calendario 1689 | Calendario 1689 | Calendario 1689 | Calendario 1689 | Calendario 1689 | Calendario 1689 | Calendario 1689 | Calendario 1689 | Calendario 1689 | Calendario 1689 | Calendario 1689 | Calendario 1689 | Calendario 1689 | Calendario 1689 | Calendario 1689 | Calendario 1689 | Calendario 1689 | Calendario 1689 | Calendario 1689 | Calendario 1689 | Calendario 1689 | Calendario 1689 |
| --------------- | --------------- | --------------- | --------------- | --------------- | --------------- | --------------- | --------------- | --------------- | --------------- | --------------- | --------------- | --------------- | --------------- | --------------- | --------------- | --------------- | --------------- | --------------- | --------------- | --------------- | --------------- | --------------- | --------------- | --------------- | --------------- | --------------- | --------------- | --------------- | --------------- | --------------- | --------------- | --------------- |
|                 | 1               | 2               | 3               | 4               | 5               | 6               | 7               | 8               | 9               | 10              | 11              | 12              | 13              | 14              | 15              | 16              | 17              | 18              | 19              | 20              | 21              | 22              | 23              | 24              | 25              | 26              | 27              | 28              | 29              | 30              | 31              |                 |
| Gennaio         | Sa              | Do              | Lu              | Ma              | Me              | Gi              | Ve              | Sa              | Do              | Lu              | Ma              | Me              | Gi              | Ve              | Sa              | Do              | Lu              | Ma              | Me              | Gi              | Ve              | Sa              | Do              | Lu              | Ma              | Me              | Gi              | Ve              | Sa              | Do              | Lu              |                 |
| Febbraio        | Ma              | Me              | Gi              | Ve              | Sa              | Do              | Lu              | Ma              | Me              | Gi              | Ve              | Sa              | Do              | Lu              | Ma              | Me              | Gi              | Ve              | Sa              | Do              | Lu              | Ma              | Me              | Gi              | Ve              | Sa              | Do              | Lu              |                 |                 |                 |                 |
| Marzo           | Ma              | Me              | Gi              | Ve              | Sa              | Do              | Lu              | Ma              | Me              | Gi              | Ve              | Sa              | Do              | Lu              | Ma              | Me              | Gi              | Ve              | Sa              | Do              | Lu              | Ma              | Me              | Gi              | Ve              | Sa              | Do              | Lu              | Ma              | Me              | Gi              |                 |
| Aprile          | Ve              | Sa              | Do              | Lu              | Ma              | Me              | Gi              | Ve              | Sa              | Do              | Lu              | Ma              | Me              | Gi              | Ve              | Sa              | Do              | Lu              | Ma              | Me              | Gi              | Ve              | Sa              | Do              | Lu              | Ma              | Me              | Gi              | Ve              | Sa              |                 |                 |
| Maggio          | Do              | Lu              | Ma              | Me              | Gi              | Ve              | Sa              | Do              | Lu              | Ma              | Me              | Gi              | Ve              | Sa              | Do              | Lu              | Ma              | Me              | Gi              | Ve              | Sa              | Do              | Lu              | Ma              | Me              | Gi              | Ve              | Sa              | Do              | Lu              | Ma              |                 |
| Giugno          | Me              | Gi              | Ve              | Sa              | Do              | Lu              | Ma              | Me              | Gi              | Ve              | Sa              | Do              | Lu              | Ma              | Me              | Gi              | Ve              | Sa              | Do              | Lu              | Ma              | Me              | Gi              | Ve              | Sa              | Do              | Lu              | Ma              | Me              | Gi              |                 |                 |
| Luglio          | Ve              | Sa              | Do              | Lu              | Ma              | Me              | Gi              | Ve              | Sa              | Do              | Lu              | Ma              | Me              | Gi              | Ve              | Sa              | Do              | Lu              | Ma              | Me              | Gi              | Ve              | Sa              | Do              | Lu              | Ma              | Me              | Gi              | Ve              | Sa              | Do              |                 |
| Agosto          | Lu              | Ma              | Me              | Gi              | Ve              | Sa              | Do              | Lu              | Ma              | Me              | Gi              | Ve              | Sa              | Do              | Lu              | Ma              | Me              | Gi              | Ve              | Sa              | Do              | Lu              | Ma              | Me              | Gi              | Ve              | Sa              | Do              | Lu              | Ma              | Me              |                 |
| Settembre       | Gi              | Ve              | Sa              | Do              | Lu              | Ma              | Me              | Gi              | Ve              | Sa              | Do              | Lu              | Ma              | Me              | Gi              | Ve              | Sa              | Do              | Lu              | Ma              | Me              | Gi              | Ve              | Sa              | Do              | Lu              | Ma              | Me              | Gi              | Ve              |                 |                 |
| Ottobre         | Sa              | Do              | Lu              | Ma              | Me              | Gi              | Ve              | Sa              | Do              | Lu              | Ma              | Me              | Gi              | Ve              | Sa              | Do              | Lu              | Ma              | Me              | Gi              | Ve              | Sa              | Do              | Lu              | Ma              | Me              | Gi              | Ve              | Sa              | Do              | Lu              |                 |
| Novembre        | Ma              | Me              | Gi              | Ve              | Sa              | Do              | Lu              | Ma              | Me              | Gi              | Ve              | Sa              | Do              | Lu              | Ma              | Me              | Gi              | Ve              | Sa              | Do              | Lu              | Ma              | Me              | Gi              | Ve              | Sa              | Do              | Lu              | Ma              | Me              |                 |                 |
| Dicembre        | Gi              | Ve              | Sa              | Do              | Lu              | Ma              | Me              | Gi              | Ve              | Sa              | Do              | Lu              | Ma              | Me              | Gi              | Ve              | Sa              | Do              | Lu              | Ma              | Me              | Gi              | Ve              | Sa              | Do              | Lu              | Ma              | Me              | Gi              | Ve              | Sa              |                 |